# Lou-Ann Joly
Lou-Ann Joly (Bétheny, 14 april 2002) is een Frans voetbalspeelster. Ze staat als middenvelder onder contract bij RB Leipzig in de Bundesliga.

## Clubcarrière
Joly begon met voetballen bij de amateurclub FC Bétheny in haar geboorteplaats. Vervolgens maakte ze onderdeel uit van de jeugd van Stade de Reims. In het seizoen 2017/18 was ze actief in het B-jeugdteam. In het seizoen 2018/19 werd ze overgeheveld naar het eerste elftal, uitkomend in de Division 2 Féminine, het twee niveau van Frankrijk. Op 2 september 2018 maakte Joly haar debuut in een thuiswedstrijd tegen VGA Saint-Maur.  Aan het einde van het seizoen werd Joly met Stade de Reims kampioen van de Division 2 Féminine, waarmee promotie een feit was. Joly maakte op 24 augustus 2019 haar debuut in de Division 1 Féminine als invaller tegen Montpellier HSC. In een wedstrijd op 2 april 2022, eveneens tegen Montpellier HSC, maakte Joly haar eerste doelpunt op het hoogste Franse niveau.
Voorafgaande aan het seizoen 2024/25 maakte Joly de overstap naar het Duitse RB Leipzig.

## Statistieken
| Seizoen | Club           | Land      | Competitie          | Wedstrijden | Doelpunten |
| ------- | -------------- | --------- | ------------------- | ----------- | ---------- |
| 2019/20 | Olympique Lyon | Frankrijk | Division 1 Féminine | 4           | 0          |
| 2020/21 | Olympique Lyon | Frankrijk | Division 1 Féminine | 16          | 0          |
| 2021/22 | Olympique Lyon | Frankrijk | Division 1 Féminine | 19          | 1          |
| 2022/23 | Olympique Lyon | Frankrijk | Division 1 Féminine | 19          | 0          |
| 2023/24 | Olympique Lyon | Frankrijk | Division 1 Féminine | 23          | 6          |
| 2024/25 | RB Leipzig     | Duitsland | Bundesliga          | 3           | 0          |
| Totaal  | Totaal         | Totaal    | Totaal              | 84          | 1          |

Laatste update: 24 september 2024

## Interlandcarrière
Joly kwam als jeugdinternational uit voor Frankrijk -16, Frankrijk -17, Frankrijk -20 en Frankrijk -23.